# Бакаевский сельсовет (Оренбургская область)
Бакаевский сельсовет — сельское поселение в Северном районе Оренбургской области Российской Федерации.
Административный центр — село Бакаево.

## История
Статус и границы сельского поселения установлены Законом Оренбургской области от 2 сентября 2004 года № 1424/211-III-ОЗ «О наделении муниципальных образований Оренбургской области статусом муниципального района, городского округа, городского поселения, установлении и изменении границ муниципальных образований».

## Население
| 2010 | 2012 | 2013 | 2014 | 2015 | 2016 | 2017 |
| ---- | ---- | ---- | ---- | ---- | ---- | ---- |
| 971  | ↘962 | ↘933 | ↘920 | ↘913 | ↘890 | ↘855 |
| 2018 | 2019 | 2020 | 2021 |      |      |      |
| ↘840 | ↘804 | ↗806 | ↘788 |      |      |      |

## Состав сельского поселения
| № | Населённый пункт | Тип населённого пункта       | Население |
| - | ---------------- | ---------------------------- | --------- |
| 1 | Бакаево          | село, административный центр | 594       |
| 2 | Зирекла          | посёлок                      | 33        |
| 3 | Тургай           | посёлок                      | 189       |
| 4 | Яктыкуль         | посёлок                      | 155       |